# 统治者级护航航空母舰
統治者級護航航空母艦（英語：Ruler-class escort carrier）在第二次世界大戰期間服役於英國皇家海軍。總共有23艘同級艦均由美國西雅圖-塔科馬造船公司建造，作為博格級護航航空母艦，根據租借法案提供給英國。統治者級護航航空母艦是英國皇家海軍服役的數量最多之單級航空母艦。

## 設計
統治者級護航航空母艦比美國之前建造的所有護航航空母艦更大，載機量也更多。所有艦隻都有646名人員，總長度為492英尺3英寸（150米），全寬為69英尺6 英寸（21.2米），吃水深度為25英尺6英寸（7.8米）。可以以16.5節（30.6公里/小時；19.0英里/小時）的速度行駛。艦上具有兩部43英尺（13.1米）乘 34英尺（10.4米）的飛機升降機、一具飛機彈射器和九條阻攔索。最大飛機容量為24架艦載機。 

## 艦隻
•HMS巡邏者號
•HMS穿孔機號(由皇家加拿大海軍擔任船員)
•HMS死神號
•HMS投石機號
•HMS斯密特號
•HMS揚聲器號
•HMS特朗瑟號
•HMS小號手號
•HMS仲裁者號
•HMS阿米爾號
•HMS諸侯號
•HMS貝古姆號
•HMS皇帝號
•HMS女皇號
•HMS赫迪夫號
•HMS富翁號(由皇家加拿大海軍擔任船員)、（1944年8月22日，在挪威北角以西被德國潛艇U-354之魚雷擊中）
•HMS總理號
•HMS女王號
•HMS拉惹號
•HMS王后號
•HMS統治者號
•HMS沙阿號
•HMS領主號（1945年1月15日在克萊德灣被德國潛艇U-1172之魚雷擊中）